# Есмір Байрактаревич
Есмір Байрактаревич (англ. Esmir Bajraktarević, нар. 10 березня 2005, Епплтон, США) — боснійський футболіст, нападник нідерландського клубу ПСВ та національної збірної Боснії і Герцеговини.

## Ігрова кар'єра

### Клубна
У 2019 році Байрактаревич приєднався до молодіжної команди клубу МЛС «Чикаго Файр». Після чого продовжив кар'єру в клубі «Нью-Інгленд Революшн», з яким у травні 2022 року підписав перший професійний контракт. У травні 2022 року нападник дебютував у першій команді на турнірі Відкритий кубок США з футболу. Через три місяці після того Есмр провів дебютну гру в першій команді в регулярному чемпіонаті МЛС.
У січні 2025 року Байрактаревич перебрався до Європи, де приєднався до нідерландського клубу ПСВ. 18 січня нападник провів першу гру в новій команді.

### Збірна
На міжнародному рівні Есмір Байрактаревич почав свої виступи в складі юнацької збірної США. 20 січня 2024 року в товариському матчі проти збірної Словенії Байрактаревич провів гру у складі національної збірної США.
Та в подальшому футболіст змінив спортивне громадянство і 7 вересня 2024 року в матчі Ліги націй Байрактаревич дебютував у національній збірній Боснії і Герцеговини.

## Титули і досягнення
- Чемпіон Нідерландів (1):

ПСВ: 2024-25
- Володар Суперкубка Нідерландів (1):

ПСВ: 2025